# 主序前星
主序前星，又称前主序星或前主序天體（英語：Pre-main-sequence star）是尚未成為主序星的恒星。它可以是金牛T星或獵戶FU型變星（質量小於2太陽質量），或是赫比格Ae/Be星（2至8太陽質量）。在恒星越过恆星誕生線前，这些主序前星称为原恒星，并通常有致密的星际物质构成的包层环绕。在结束原恒星阶段后，恒星继续收缩，直至内部氢元素开始燃烧，此时结束主序前星阶段，进入零龄主序。
這些天體的能量來自於引力收縮（相對於主序星的氫融合）。在赫羅圖，主序帶前階段，質量在0.5太陽質量以上的恆星，將先沿著林軌跡（幾乎垂直向下），然後沿著亨耶跡（幾乎水平向左的朝向主序帶）移動。
通過光譜的測量和對溫度與重力間的交互作用，主序前星能夠從主序星中分辨出來。同等质量的前主序星的半径比主序星更大，因此表面引力更低。
在周圍的物質都落入中心的恆星之前，它都被視為原恆星。當周圍的氣體和塵粒消散，吸積的過程停止，這顆恆星才能成為主序前星。
當主序前星越過恆星誕生線之後，便能在可見光下被觀測到，而主序前星階段維持的時間在恆星的生命中低於1%（對比下，恆星生命大約有80%在主序帶上）。在此之前，这些主序前星称为原恆星。

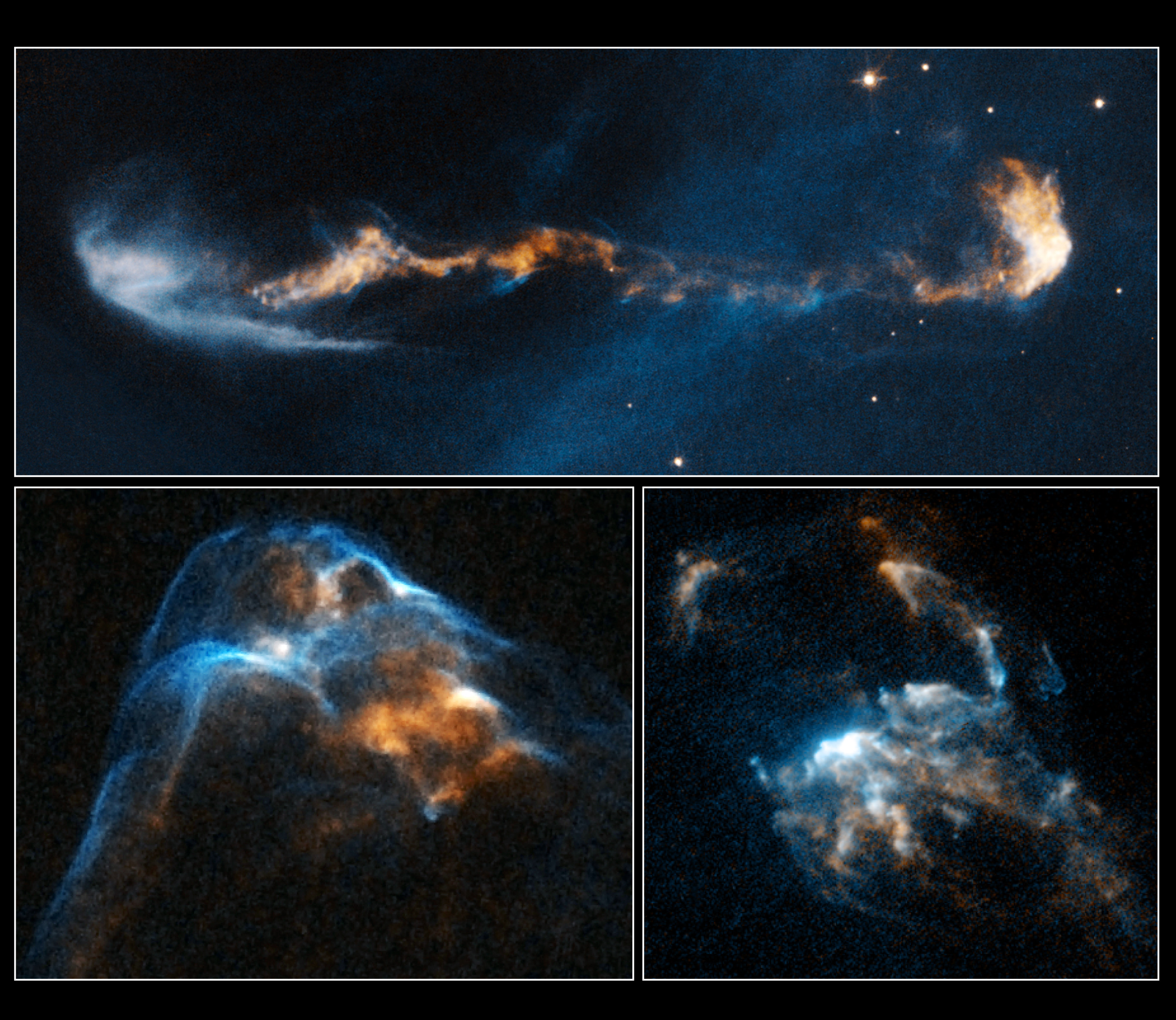
赫比格-阿罗天体（Herbig-Haro objects）是一类發射星雲，其极向可见显著的噴流。一般认为其核心是一颗有原行星盤的原恒星，这是主序前星尚未开始核燃烧的早期形式。

一般相信在這個階段的恆星有密集的星周盤，也是行星可能形成的場所。